# Laura Staelhi
Laura Staelhi (31 dicembre 1991) è una schermitrice svizzera.

## Palmarès
- Mondiali

Wuxi 2018: bronzo nella spada individuale.